# Pseudodictya splinteri
Pseudodictya splinteri är en insektsart som beskrevs av Schmidt 1924. Pseudodictya splinteri ingår i släktet Pseudodictya och familjen lyktstritar. Inga underarter finns listade i Catalogue of Life.